# Anthony Zinno
Anthony Zinno (Cranston, 1981) is een Amerikaans professioneel pokerspeler. Hij won onder meer het $3.300 + 200 No Limit Hold'em - Main Event van het Borgata Poker Open 2013 (goed voor een hoofdprijs van $825.099,-), het C$ 4.700 + 300 No Limit Hold'em WPT Main Event van de 2015 Fallsview Poker Classic (goed voor $302.235,-) en het $10.000 No Limit Hold'em - Championship van de 2015 L.A Poker Classic (goed voor $1.015.860,-). Daarmee werd hij de derde speler ooit die drie hoofdtoernooien op de World Poker Tour (WPT) op zijn naam schreef, na Gus Hansen en Carlos Mortensen.
Zinno verdiende tot en met mei 2021 meer dan $10.200.000,- in pokertoernooien, opbrengsten uit cashgames niet meegerekend.

## Wapenfeiten
Zinno diende zich in 2008 aan in het professionele pokercircuit met een 205de plaats in het Main Event van de World Series of Poker (WSOP) 2008. De $38.600,- die hij daarmee verdiende, was op dat moment veruit zijn grootste geldprijs ooit. Hij maakte daarna zijn studie rechten af en behaalde zijn beroepslicentie daarin, maar besloot te proberen om van pokeren zijn beroep te maken. Een reeks relatief kleine tot middelgrote geldprijzen op kleinere evenementen en een enkele cash op zowel de WSOP 2010 als de WSOP 2012 volgden.
Zinno speelde in januari 2013 voor het eerst 'in het geld' op een hoofdtoernooi van de WPT, toen hij elfde werd op de WPT Borgata Winter Poker Open (goed voor $39.821,-). In september van dat jaar volgde zijn eerste grote klapper. Hij versloeg 1188 tegenstanders en won zo het $3.300 + 200 No Limit Hold'em - Main Event van het Borgata Poker Open 2013, goed voor een eerste prijs van $825.099,-. Daarbij rekende hij in de heads up-finale af met Vanessa Selbst. Zinno speelde zich in 2014 naar nog zes geldprijzen op hoofdtoernooien van de WPT, met een twaalfde plaats op het $3.200 + 300 No Limit Hold'em WPT Main Event van de WPT St. Maarten als piek dat jaar. Februari 2015 werd vervolgens zijn maand. Na een 23ste plaats op het WPT Lucky Hearts Poker Open, won hij het C$ 4.700 + 300 No Limit Hold'em WPT Main Event van de 2015 Fallsview Poker Classic. Hiermee werd hij een van op dat moment twintig spelers met twee WPT-overwinningen op zak. Twee weken later won Zinno niettemin ook het $10.000 No Limit Hold'em - Championship en werd hij de derde speler ooit met drie WPT-zeges achter zijn naam. Deze derde toernooioverwinning leverde hem bovendien $1.015.860,- op, op dat moment zijn hoogste prijs ooit.
Drie maanden na zijn derde WPT-overwinning, won Zinno ook zijn eerste WSOP-titel. Op de World Series of Poker 2015 behaalde hij zijn eerste, tweede, derde, vierde en vijfde WSOP-finaletafel ooit en aan de vijfde sleepte hij ook de toernooizege binnen. Hiervoor versloeg hij 174 tegenstanders in het $25.000 High Roller Pot-Limit Omaha-toernooi. Van zijn vier eerdere finaletafels maakte er één ook deel uit van een Omaha-toernooi (High/Low ) en drie van toernooien in Texas Hold 'em (zowel Limit als No Limit). Zinno's eerste WSOP-zege betekende opnieuw een nieuw recordbedrag voor hem, want hiermee won hij $1.122.196,-.

## World Series of Poker bracelets
| Jaar | Toernooi                                 | Prijs        |
| ---- | ---------------------------------------- | ------------ |
| 2015 | $25.000 High Roller Pot-Limit Omaha      | $1.122.196,- |
| 2019 | $1.500 Pot Limit Omaha Hi-Lo 8 or Better | $279.920,-   |
| 2021 | $10.000 Seven Card Stud Championship     | $182.872,-   |
| 2021 | $1.500 H.O.R.S.E.                        | $160.636,-   |